# Горні Меляни
Горні Меляни (хорв. Gornji Meljani) — населений пункт у Хорватії, у Вировитицько-Подравській жупанії у складі громади Вочин.

## Населення
Населення за даними перепису 2011 року становило 15 осіб.
Динаміка чисельності населення поселення:

## Клімат
Середня річна температура становить 10,21 °C, середня максимальна – 23,37 °C, а середня мінімальна – -4,95 °C. Середня річна кількість опадів – 844 мм.
| Клімат поселення                              | Клімат поселення | Клімат поселення | Клімат поселення | Клімат поселення | Клімат поселення | Клімат поселення | Клімат поселення | Клімат поселення | Клімат поселення | Клімат поселення | Клімат поселення | Клімат поселення | Клімат поселення |
| Показник                                      | Січ.             | Лют.             | Бер.             | Квіт.            | Трав.            | Черв.            | Лип.             | Серп.            | Вер.             | Жовт.            | Лист.            | Груд.            |                  |
| Середній максимум, °C                         | 6,28             | 7,44             | 11,63            | 15,21            | 20,24            | 23,37            | 22,99            | 22,47            | 18,62            | 14,17            | 8,62             | 4,62             |                  |
| Середня температура, °C                       | 0,66             | 1,83             | 6,03             | 9,59             | 14,65            | 17,75            | 19,76            | 19,23            | 15,38            | 10,95            | 5,39             | 1,39             |                  |
| Середній мінімум, °C                          | −4,95            | −3,78            | 0,42             | 3,98             | 9,03             | 12,16            | 16,53            | 15,98            | 12,14            | 7,70             | 2,15             | −1,86            |                  |
| Норма опадів, мм                              | 51               | 47               | 54               | 69               | 80               | 101              | 79               | 80               | 68               | 70               | 81               | 64               |                  |
| Середньомісячна швидкість вітру, м/с          | 2.34             | 2.58             | 2.84             | 2.74             | 2.46             | 2.22             | 2.17             | 2.02             | 2.10             | 2.22             | 2.34             | 2.40             |                  |
| Середньомісячна сонячна радіація, кДж/м²·день | 4306             | 7064             | 10833            | 15132            | 19136            | 21308            | 22070            | 19791            | 14682            | 9260             | 4877             | 3650             |                  |
| --------------------------------------------- | ---------------- | ---------------- | ---------------- | ---------------- | ---------------- | ---------------- | ---------------- | ---------------- | ---------------- | ---------------- | ---------------- | ---------------- | ---------------- |
| Джерело:                                      |                  |                  |                  |                  |                  |                  |                  |                  |                  |                  |                  |                  |                  |